# رون رايلي (لاعب كرة سلة مواليد 1973)
رون رايلي (بالإنجليزية: Ron Riley) مواليد 23 ديسمبر 1973 في لاس فيغاس، هو مدرب كرة سلة أمريكي ولاعب معتزل. بدأ مسيرته الاحترافية في سنة 1996. تم اختياره من قبل فريق سياتل سوبرسونيكس خلال الدرافت. يبلغ طوله 6 قدم 5 بوصة (2.0 م). اعتزل اللعب في 2004. لعب مع ألاسكا أيسز وكانتون شارج.

## روابط خارجية
- رون رايلي على موقع سبورتس رفرنس (الإنجليزية)
- رون رايلي على موقع كرة السلة الأوروبية.كوم (الإنجليزية)
- رون رايلي على موقع كلية كرة السلة في سبورتس رفرنس.كوم (الإنجليزية)
- رون رايلي على موقع ريلجم (الإنجليزية)
- رون رايلي على موقع سبورتس رفرنس (الإنجليزية)